# Østerrike

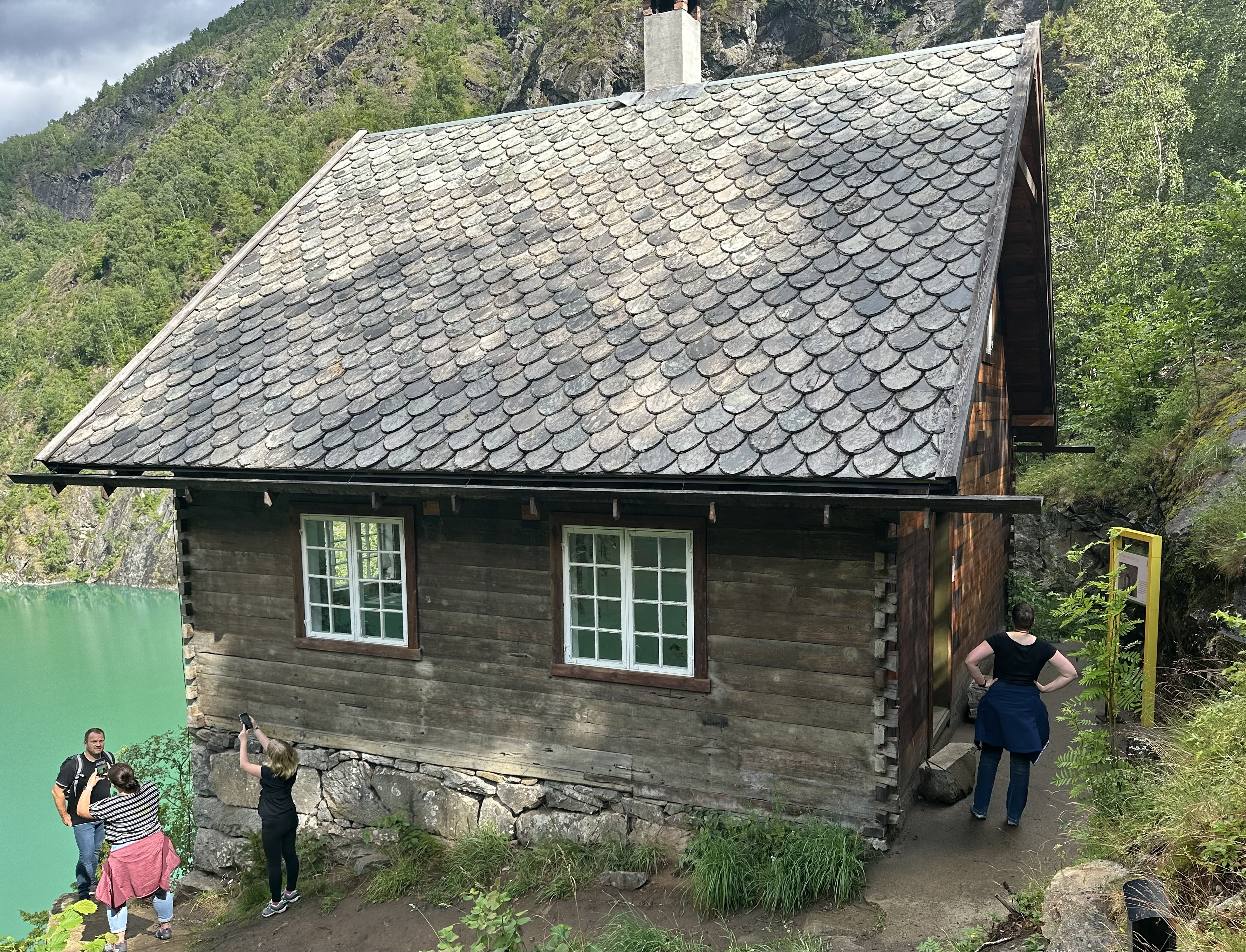
Østerrike, 2023

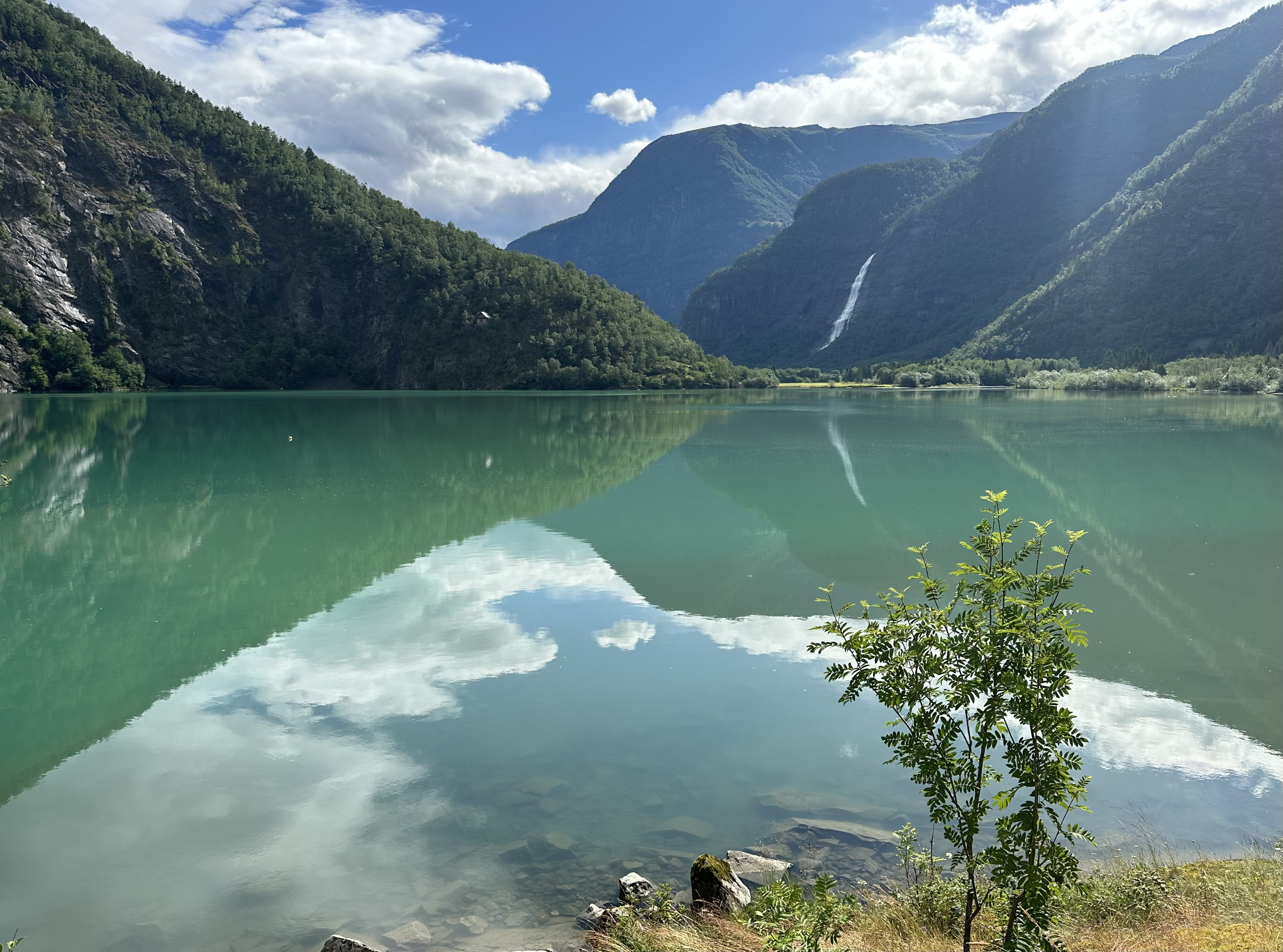
Blick auf die Ostseite des Eidsvatnet mit dem Standort von Østerrike (links der Mitte auf halber Höhe im Ausläufer des Bergs)

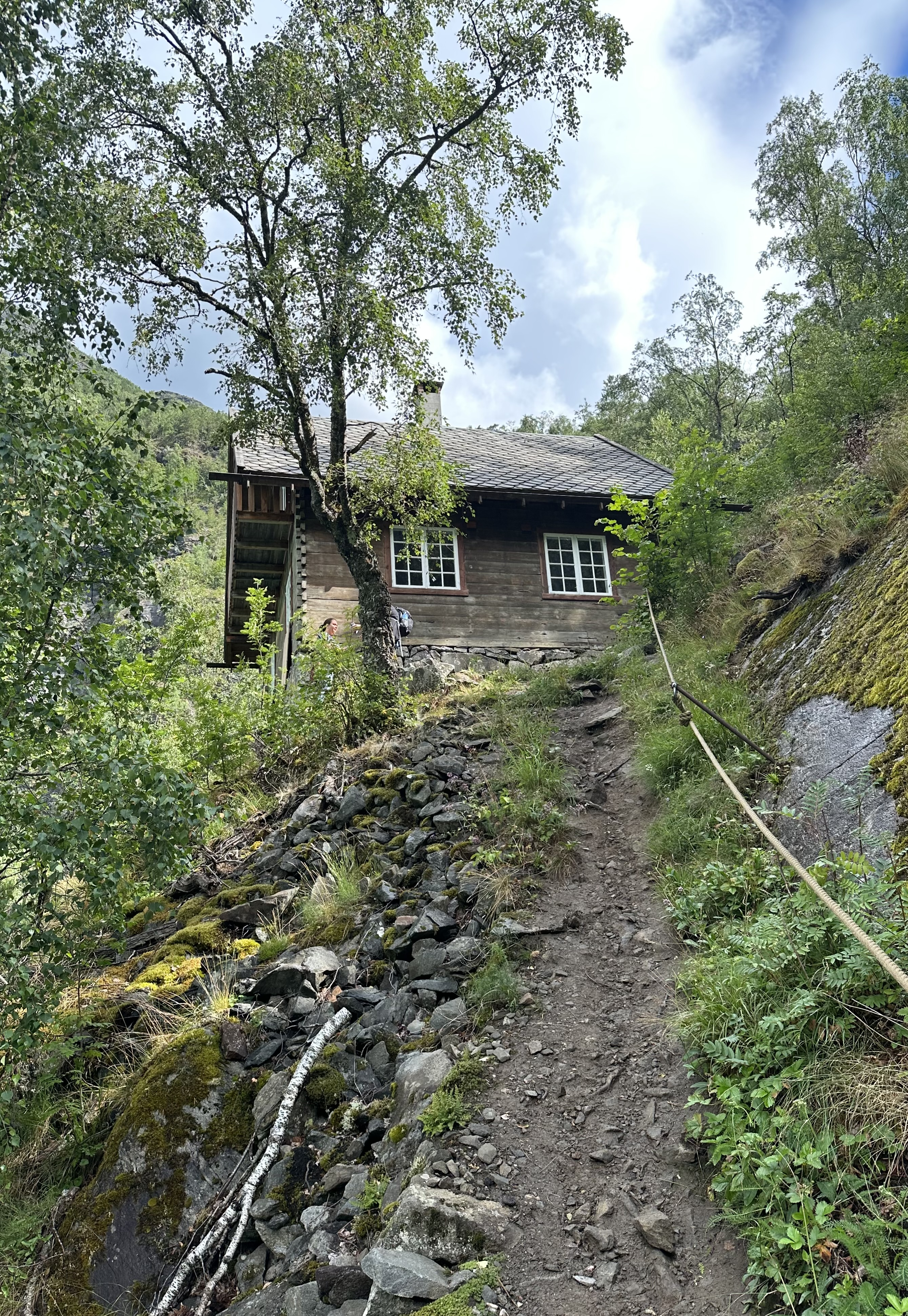
Aufstieg zum Haus

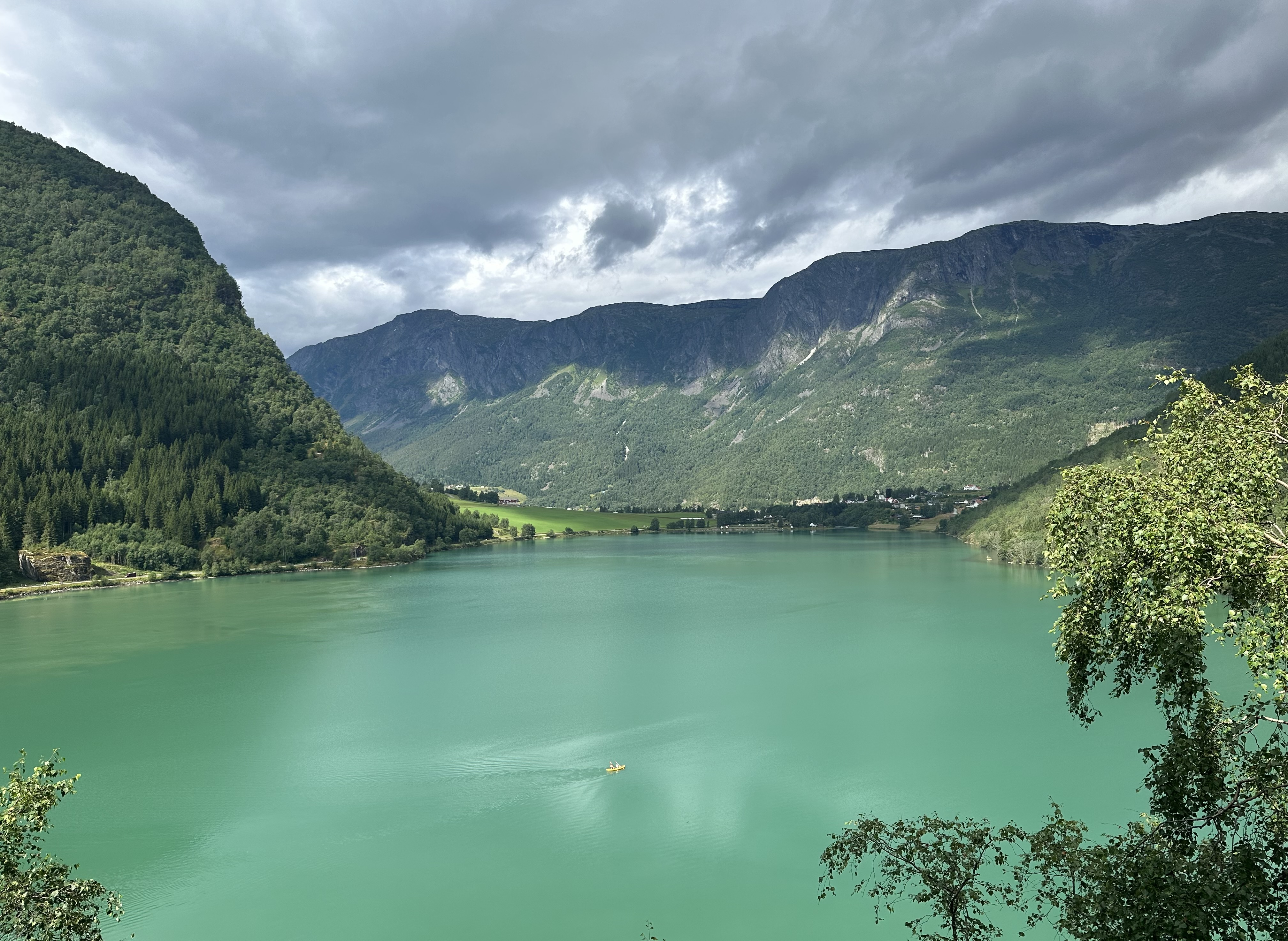
Blick von der Vorderfront des Hauses über den See nach Skjolden

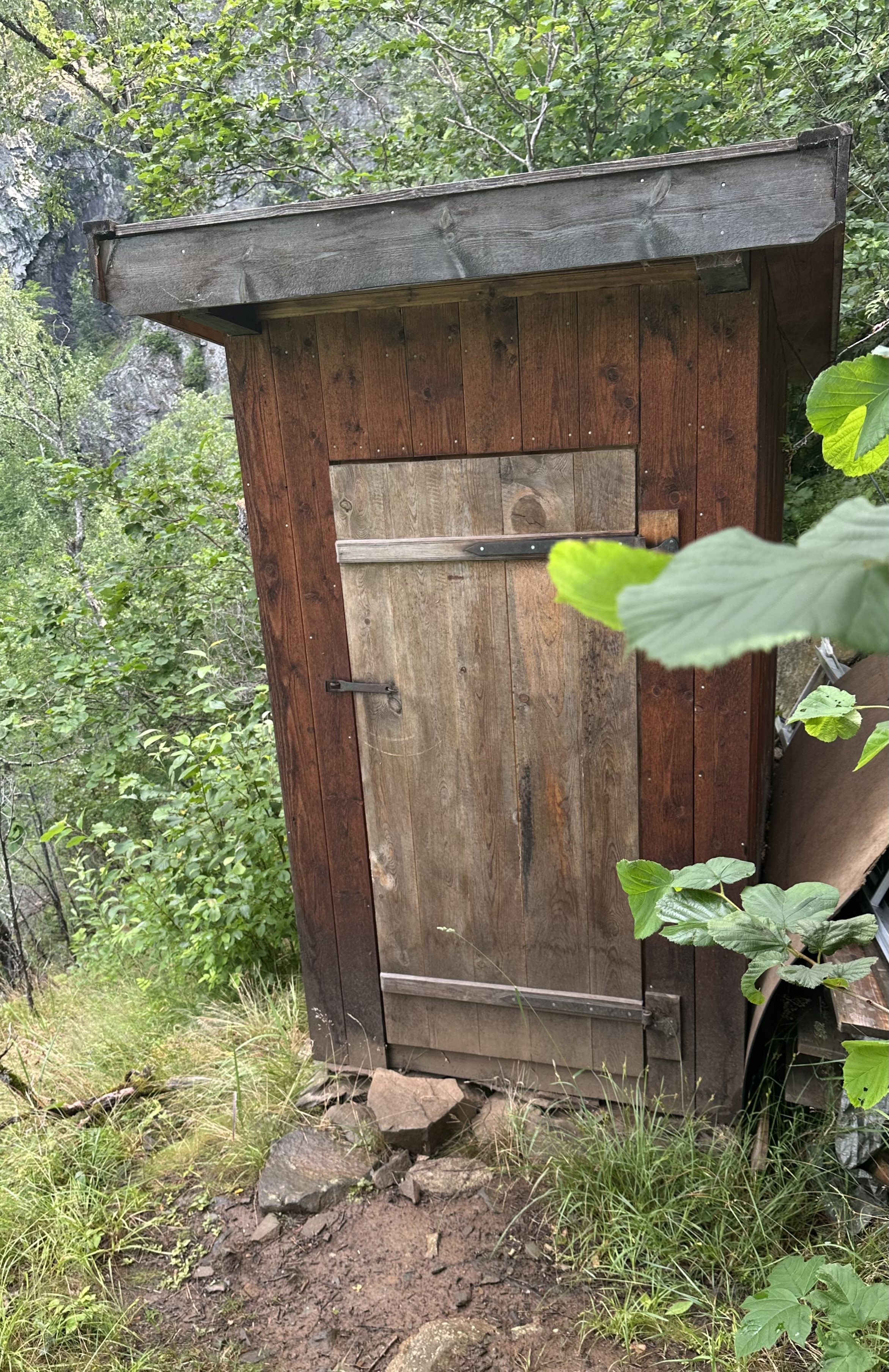
Toilettenhaus, nördlich des Wohnhauses

Østerrike ist ein denkmalgeschütztes Blockhaus in der norwegischen Kommune Luster in der Provinz Vestland. Es ist bekannt als Wohnhaus des Philosophen Ludwig Wittgenstein.

## Lage
Das Haus befindet sich nahe der Ortschaft Skjolden, etwas mehr als 40 Höhenmeter östlich oberhalb des Sees Eidsvatnet auf der Südflanke des Bergs Hjerseggnosi. Es ist nicht an das Straßennetz angeschlossen. Unterhalb des Hauses besteht jedoch eine kleine Bootsanlegestelle. Von dort führt ein steiler, weitgehend unbefestigter Fußpfad hinauf zum Haus. Der schmale Pfad führt von der Bootsanlegestelle auch entlang des Seeufers nach Süden, letztlich bis zur Reichsstraße 55, dem Sognefjellsveien.

## Name
Der von der einheimischen Bevölkerung genutzte Name Østerrike bedeutet im Norwegischen Österreich und ist eine Anspielung auf das Heimatland Wittgensteins. Auch der Name Lille Østerrike (Klein Österreich) wird genannt.

## Architektur
Das Blockhaus wurde 1914 in idyllischer Lage auf einem Felsvorsprung oberhalb des Sees als Haus des Philosophen Ludwig Wittgenstein errichtet. Wittgenstein selbst konstruierte den 59 m² umfassenden Bau, den er bewusst abgelegen vom ohnehin bereits eher abgelegenen Skjolden platzierte. Andere Angaben geben die Abmaße der Grundfläche mit sieben mal acht Metern an.
Das eingeschossige Holzhaus wurde auf einem steinernen Fundament errichtet und ist mit einem Satteldach bedeckt. Die Giebelseite weist nach Westen zum See. Vor dem Dachgeschoss ist zum See hin ein Balkon angefügt. Im Inneren sind drei Räume angelegt.

## Geschichte
Wittgenstein hatte sich nach einer Reise nach Bergen im Jahr 1913 entschlossen, in Norwegens Einsamkeit zu leben, bis er die Probleme der Logik gelöst habe. In Skjolden kam er, wohl auf Vermittlung des österreichisch-ungarischen Honorarkonsuls in Bergen und des Skjoldener Unternehmers Halvard Drægni, Ende Oktober 1913 an. Dort lebte er zunächst bei einer Schwester Drægnis zur Miete. Die Dorfbewohner hielten ihren neuen Mitbewohner für etwas verschroben. Es entstanden jedoch auch Freundschaften. Im Frühjahr 1914 überlegte der vermögende Wittgenstein ein Holzhaus am Ortsrand von Skjolden zu bauen. Er zog drei Standorte in Betracht. Zwei von Einheimischen als Einsam vorgeschlagene Orte hatte Wittgenstein verworfen. Ein Hochplateau lehnte er ab, da er Fußspuren sah, in der Nähe einer anderen Stelle graste eine Ziegenherde. Er entschied sich für den dritten, von ihm selbst erkundeten Ort, an dem heute das Haus steht.
Die Fertigstellung des Gebäudes erfolgte im Sommer 1914. Wittgenstein war zu diesem Zeitpunkt bereits wieder abgereist.
Bedingt durch den Beginn des Ersten Weltkriegs ging Wittgenstein zunächst davon aus, dass es ihm nicht mehr möglich sein würde, in seinem Haus zu leben. 1931 war Wittgenstein jedoch in Skjolden. Ab August 1936 lebte er dort 13 Monate am Stück. In dieser Zeit verfasste er wesentliche Teile der Philosophischen Untersuchungen, eines seiner Hauptwerke. Wittgenstein kehrte fünf Mal in sein Haus zurück. Letztmalig war er 1950 gemeinsam mit seinem Freund Ben Richards im Gebäude. Kurz vor seinem Ableben im Jahr 1951 plante er eine erneute Rückkehr, verstarb jedoch zuvor.
Wittgenstein lebte im Haus mit seinem damaligen Geliebten David Pinsent. Er soll etwa einmal in der Woche vom Haus nach Skjolden gekommen sein, um Lebensmittel und sonst benötigte Sachen zu erwerben. Insbesondere bei zu großer Kälte im Winter kam es jedoch auch vor, dass Wittgenstein vorübergehend ein Zimmer im Eide-Hof in Skjolden mietete.
Vom Balkon des Hauses im Dachgeschoss soll man neben dem Wasserspiegel des Eidsvatnet, auch den etwas tieferen Wasserspiegel des etwas weiter westlich gelegenen Lusterfjords sehen können. Es wird gemutmaßt, dass diese beiden Horizontalen im Zusammenspiel mit der Vertikalen der Berge, für das Denken Wittgensteins von Bedeutung gewesen sei.
Einer Anekdote nach suchte ein Wanderer einmal ungefragt das Haus auf. Der sich dadurch gestört fühlende Wittgenstein habe den Wanderer daraufhin angeherrscht, dass er nun zwei Wochen brauchen werde, um an der Stelle weiter zu denken, an der er gestört worden sei. Eine ähnliche Anekdote wird über eine Störung durch den Postboten berichtet.
Bei seinem Tod vermachte er das Haus einem Einheimischen. Dieser baute es, da es ihm zu abgelegen war, 1958 ab und transportierte die Einzelteile per Schlitten im Winter über den zugefrorenen See nach Skjolden, wo das Gebäude wieder aufgebaut wurde. Allerdings wurde beim Aufbau auf den Balkon verzichtet und das Dach um 90 Grad gedreht. Darüber hinaus erhielt es eine Verkleidung mit Eternit.
Im Laufe der Zeit nahm die Zahl von Menschen, die Skjolden wegen Wittgenstein besuchten bzw. seine Wirkungsstätte sehen wollten, zu. Sie fanden am eigentlichen Ort jedoch nur noch das Fundament vor. Das unansehnlich verkleidete Haus stand, verändert aufgebaut, als gewöhnlich anmutendes Haus im Ort. Seit den 1990er Jahren gab es Initiativen, das Gebäude wieder an seinen ursprünglichen Standort umzusetzen. Sie blieben jedoch zunächst erfolglos.
Als das Gebäude 2010 schließlich zum Verkauf stand, wurde die Frage erneut angegangen und vom pensionierten Lehrer Harald Vatne vorangetrieben. Unterstützt wurde die Idee von Lokalpolitikern, den Philosophen der Universität Bergen und bekannten Schriftstellern wie Jon Fosse und Jostein Gaarder. Im Juni 2014 wurde eine örtliche Wittgenstein-Stiftung gegründet, die Geld für den Erwerb des Hauses und des Grundstücks, die Umsetzung und die Restaurierung sammelte. Zum Teil bereits verstreute Bauteile des Hauses, wie die alten Fenster, wurden zusammengetragen. Etwa 90 % der historischen Bauelemente konnten so einbezogen werden. Der ab 2018 durchgeführte Wiederaufbau am historischen Ort erfolgte unter Einsatz eines Hubschraubers. Die finanziellen Mittel wurden durch Fördermittel sowie Spenden von Unternehmen, Banken und Privatpersonen aufgebracht. Zu den Geldgebern gehörte auch die OMV Norge sowie die österreichische Botschaft in Norwegen.
Die Neueröffnung des Hauses am historischen Standort fand am 20. Juni 2019 bei Anwesenheit des Staatssekretärs Sveinung Rotevatn statt, der, wie früher Wittgenstein, mit dem Ruderboot von Skjolden über den Eidsvatnet zur Bootsanlegestelle des Hauses fuhr. Genutzt werden soll das Haus für Aufenthalte von Studiengruppen und Philosophen.